# Episodi di Quincy (sesta stagione)
La sesta stagione della serie televisiva Quincy, composta da 18 episodi, è stata trasmessa in prima visione negli Stati Uniti d'America da NBC dal 16 settembre 1980 al 6 maggio 1981.
| nº | Titolo originale            | Titolo italiano                  | Prima TV USA      | Prima TV Italia |
| -- | --------------------------- | -------------------------------- | ----------------- | --------------- |
| 1  | Last Rights                 | Gli ultimi diritti               | 16 settembre 1980 |                 |
| 2  | A Matter of Principle       | Una questione di principio       | 12 novembre 1980  |                 |
| 3  | Last Day, First Day         | Cambio di guardia                | 19 novembre 1980  |                 |
| 4  | The Night Killer            | La morte silenziosa              | 26 novembre 1980  |                 |
| 5  | The Hope of Elkwood         | La speranza di Elkwood           | 3 dicembre 1980   |                 |
| 6  | Welcome to Paradise Palms   | Paradiso delle palme             | 17 dicembre 1980  |                 |
| 7  | By Their Faith              | Il miracolo e la fede            | 7 gennaio 1981    |                 |
| 8  | Stain of Guilt              | La macchia della colpevolezza    | 14 gennaio 1981   |                 |
| 9  | Dear Mummy                  | Cara mummia                      | 21 gennaio 1981   |                 |
| 10 | HeadHunter                  | Cacciatore di teste              | 4 febbraio 1981   |                 |
| 11 | Scream to the Skies         | Vittime inutili                  | 11 febbraio 1981  |                 |
| 12 | Jury Duty                   | Il giurato                       | 18 febbraio 1981  |                 |
| 13 | Who Speaks for the Children | Chi parla in difesa dei bambini? | 25 febbraio 1981  |                 |
| 14 | Seldom Silent, Never Heard  | Perché ignorarli                 | 4 marzo 1981      |                 |
| 15 | Of All Sad Words            | Le più tristi parole             | 11 marzo 1981     |                 |
| 16 | To Kill in Plain Sight      | Un facile bersaglio              | 18 marzo 1981     |                 |
| 17 | Sugar and Spice             | La dieta dimagrante              | 1º aprile 1981    |                 |
| 18 | Vigil of Fear               | Veglia di paura                  | 6 maggio 1981     |                 |

## Gli ultimi diritti
- Titolo originale: Last Rights
- Diretto da: Georg Fenady
- Scritto da: Sam Egan

### Trama
Il dottor Volmer, amico e collega di Quincy, ottiene una promozione per l'impegno dimostrato nella sua professione. L'entusiasmo di Volmer però dura poco. La morte di un giovane per overdose e di una persona in un misterioso incidente d'auto creano infatti seri problemi al medico che lo costringono ad abbandonare il proprio incarico. Quincy accorre in aiuto di Volmer.

## Una questione di principio
- Titolo originale: A Matter of Principle
- Diretto da: Ron Satlof
- Scritto da: Aubrey Solomon e Steve Greenberg

### Trama
L'ex detenuto Denbo è accusato di violenza carnale. Le impronte dei denti sul corpo della ragazza sembrano corrispondere a quelle del giovane, ma Sam, collaboratore di Quincy, trova una piccola differenza che permette il rilascio dell'imputato.

## Cambio di guardia
- Titolo originale: Last Day, First Day
- Diretto da: Leslie H. Martinson
- Scritto da: Preston Wood

### Trama
Un avvocato, che era anche uno spacciatore di cocaina, viene assassinato da truffatori che gli iniettano una dose letale di cocaina. Gli assassini cercano di farlo sembrare un incidente: mettono la vittima nella sua auto e accendono il mezzo in modo che esca di strada ed esploda.

## La morte silenziosa
- Titolo originale: The Night Killer
- Diretto da: Jeffrey Hayden
- Scritto da: Jeri Taylor

### Trama
Un errore nell'ufficio del coroner riguardante una morte in culla colpisce non solo Quincy e lo staff, ma anche i genitori.

## La speranza di Elkwood
- Titolo originale: The Hope of Elkwood
- Diretto da: Richard Benedict
- Scritto da: Michael Braverman (sceneggiatura) e James Rosin (soggetto)

### Trama
Un allenatore di atletica viene preso di mira quando il suo atleta di punta muore dopo un'estenuante sessione di allenamento. Quincy deve stabilire se la morte è avvenuta per cause naturali o per omicidio colposo.

## Paradiso delle palme
- Titolo originale: Welcome to Paradise Palms
- Diretto da: Georg Fenady
- Scritto da: David Moessinger (sceneggiatura), Jon Dalke (soggetto) e Ray Danton (soggetto)

### Trama
Quando la peste bubbonica colpisce una riserva di nativi americani, Quincy deve trovare la fonte dell'epidemia prima che l'apertura di un nuovo prestigioso campo da golf metta a rischio altre vite.

## Il miracolo e la fede
- Titolo originale: By Their Faith
- Diretto da: Ron Satlof
- Scritto da: Erich Collier

### Trama
Quincy e Sam si recano in un piccolo villaggio dell'America Centrale per aiutare a identificare i resti di un'icona religiosa.

## La macchia della colpevolezza
- Titolo originale: Stain of Guilt
- Diretto da: Ray Danton
- Scritto da: Sam Egan

### Trama
Mentre lavora come consulente tecnico in un documentario su un omicidio, Quincy scopre che l'omicidio in questione è stato perseguito ingiustamente.

## Cara mummia
- Titolo originale: Dear Mummy
- Diretto da: Georg Fenady
- Scritto da: Michael Braverman

### Trama
Quincy si imbatte in un complotto ideato da un gruppo di criminali di guerra nazisti per utilizzare una mummia egiziana e contrabbandare gemme rare dal Cairo a Los Angeles.

## Cacciatore di teste
- Titolo originale: Headhunter
- Diretto da: Michael Vejar
- Scritto da: Fred McKnight

### Trama
Quando il corpo di una hostess di linea aerea viene trovato con lo stomaco squarciato, l'indagine di Quincy si imbatte in un'interferenza da parte degli Affari Interni, che è certa che un agente di polizia sia coinvolto nell'operazione di contrabbando di droga.

## Vittime inutili
- Titolo originale: Scream to the Skies
- Diretto da: Ron Satlof (accreditato come Ronald Satlof)
- Scritto da: Michael Braverman

### Trama
Un incidente aereo di linea nella baia di Santa Monica fa scattare Quincy in azione combattendo per la sicurezza dei passeggeri delle compagnie aeree.

## Il giurato
- Titolo originale: Jury Duty
- Diretto da: Georg Fenady
- Scritto da: Preston Wood

### Trama
Mentre presta servizio in una giuria, Quincy trova diversi errori nell'esposizione dell'accusa.

## Chi parla in difesa dei bambini?
- Titolo originale: Who Speaks for the Children
- Diretto da: Georg Fenady
- Scritto da: Michael Braverman

### Trama
Quando il corpo di una ragazza scomparsa viene ritrovato in un cassonetto, le indagini di Quincy lo portano nel mondo delle molestie su minori e della pornografia.

## Perché ignorarli
- Titolo originale: Seldom Silent, Never Heard
- Diretto da: Jeffrey Hayden
- Scritto da: Sam Egan (sceneggiatura) e Maurice Klugman (soggetto)

### Trama
La tragica morte di un adolescente mette Quincy in azione combattendo per lo sviluppo di farmaci orfani.

## Le più tristi parole
- Titolo originale: Of All Sad Words
- Diretto da: Bob Bender
- Scritto da: Jeri Taylor

### Trama
Quincy viene coinvolto da una donna che potrebbe aver ucciso suo marito, mentre un tenace investigatore assicurativo la segue.

## Un facile bersaglio
- Titolo originale: To Kill in Plain Sight
- Diretto da: Ray Austin
- Scritto da: Chris Bunch (soggetto), Allan Cole (soggetto) e Geoffrey Fischer (scrittura)

### Trama
Un assassino ucciso prima del colpo fa correre Quincy a svelare chi è il bersaglio prima che sia troppo tardi.

## La dieta dimagrante
- Titolo originale: Sugar and Spice
- Diretto da: Georg Fenady
- Scritto da: Jeri Taylor

### Trama
Quincy indaga sulla morte di una modella.

## Veglia di paura
- Titolo originale: Vigil of Fear
- Diretto da: Bob Bender
- Scritto da: Leo Garen (sceneggiatura e soggetto), Aubrey Solomon (soggetto), Steve Greenberg (soggetto)

### Trama
Un gruppo di vigilanti inizia una sparatoria contro un killer che provoca la morte di un passante innocente e Quincy usa tutte le risorse dell'ufficio del coroner per scoprire cosa è successo esattamente e chi è il responsabile.